# Metaemene derufata
Metaemene derufata är en fjärilsart som beskrevs av W. Warren 1913. Metaemene derufata ingår i släktet Metaemene och familjen nattflyn. Inga underarter finns listade i Catalogue of Life.